# Campylopus robillardei
Campylopus robillardei är en bladmossart som beskrevs av Bescherelle 1878. Campylopus robillardei ingår i släktet nervmossor, och familjen Dicranaceae. Inga underarter finns listade i Catalogue of Life.